# Fuscherkarkopf
Il Fuscherkarkopf è una montagna di 3.331 m. di altezza sita nel Gruppo del Glockner negli Alti Tauri in Austria. Si trova al confine tra gli stati federali austriaci di Salisburgo e Carinzia.

## Descrizione geografica
Il Fuscherkarkopf, a volte scritto anche Fuscher-Kar-Kopf in tedesco e in passato chiamato anche Fuschereiskarkopf, è una delle cime gemelle di una montagna nel gruppo del Glockner al centro della catena montuosa principale (Mittleren Tauernhauptkamm) negli Alti Tauri, una catena delle Alpi centrali austriache. La montagna si trova proprio sul confine tra gli stati austriaci di Salisburgo e Carinzia. La cima principale è alta 3.331 metri, ma la cima nord-occidentale è alta 3.252 metri. Le due cime distano circa 500 metri e sono collegate da una cresta curva ricoperta di nevaio. Ulteriori creste affilate e prominenti corrono verso nord-ovest e ovest, formando la cresta principale dei Tauri.
A sud-ovest si dirama la parete aperta di Heiligenblut (Heiligenbluter Freiwand), una possente cresta laterale che inizia come cresta sud-orientale (Südostgrat) al Fuscherkarkopf. La cima nord-occidentale ha una grande parete occidentale (Westwand) alta 650 metri (2.130 piedi), che un tempo era ricoperta di neve innevata, ma oggi è ricoperta da lastre di roccia sciolta. La montagna è facilmente raggiungibile dal rifugio Hofmanns attraverso la cresta sud-occidentale (Südwestgrat) e offre una bella vista sul Großglockner e sul Pasterze. Il Fuscherkarkopf è circondato da ghiacciai, tranne a sud-est.
A ovest si trova il Waterfall Corner (Wasserfallwinkel), che è la parte meridionale e inferiore del ghiacciaio Bockkarkeeses, a nord si trova il piccolo Fuscherkarkees e a ovest il relativamente insignificante Freiwandkees. Infine, a sud si trova il Pasterze, il ghiacciaio più grande delle Alpi orientali. Le montagne più vicine lungo la cresta nord-occidentale, separate dal valico del vento del Fuscherkarscharte (fino a 2.841 m), sono il Breitkopf (3.115 m) e, oltre quello, il Middle Bärenkopf (Mittlere Bärenkopf, 3.358 m).
Lungo la cresta occidentale, che forma la cresta principale dei Tauri ed è separata da un valico (Einschartung) con il nome di Der Rinner (3.145 m), si trova il Sinabeleck (3.261 m). Più a est seguono il Kapuziner (2.852 m) e lo Spielmann (3.027 m). A sud-est, lungo la parete aperta di Heiligenblut, e separate dalla Freiwandscharte (2.975m), si ergono le cime del Freiwandspitz (3.034 m) e del Freiwandkopf (2.854 m). A sud delle due cime si trova il Gamsgrube, un enorme avallo a forma di ciotola, largo 600 metri. L'insediamento più vicino di una certa importanza è Heiligenblut in Carinzia, che si trova a circa 8 chilometri di distanza in linea d'aria. A circa 15 chilometri a nord-est si trova il villaggio salisburghese di Fusch an der Großglocknerstraße.

## Accesso
Il Fuscherkarkopf è facilmente raggiungibile dalla Hofmannshütte attraverso la cresta sud-occidentale e offre una bella vista sul Großglockner e sul Pasterze. L'attuale via normale, la salita più facile al Fuscherkarkopf, fu scalata per la prima volta il 27 agosto 1882 dai geologi Carl Diener, August Böhm von Böhmersheim, Friedrich Teller e Carl von Camerlander. Il loro itinerario conduceva dalla Hofmannshütte a 2.444 m di altitudine attraverso la cresta sud-occidentale (Gamsgrubengrat) prima alla "vetta nord-occidentale" e poi attraverso la cresta di collegamento in direzione ovest fino al Fuscherkarkopf. Oggi questo sentiero è in parte attrezzato con dispositivi di sicurezza a fune metallica e sulla sommità è posta una croce. Secondo la letteratura scientifica, il tempo di percorrenza dal rifugio è di circa 2,5 ore e la difficoltà del percorso è UIAA I+. Ulteriori salite conducono attraverso le altre creste e i tour sul ghiaccio attraverso la parete nord e il fianco nord (fino a 450 metri di altitudine e una pendenza del ghiaccio di 50°); furono scalati per la prima volta nel 1920.
La parete ovest, scalata per la prima volta da Hubert Peterka e dai suoi compagni nel 1927, non è più accessibile a causa dell'elevato rischio di caduta massi dovuto allo scioglimento della calotta di ghiaccio dovuto al riscaldamento globale.

## Prima scalata
La cima fu scalata per la prima volta negli anni '40 del XIX secolo dal cacciatore Gregor Maier, noto come Badhans, di Fusch.

## I casi di omonimia del monte Karkopf
Esistono dieci oronimi Karkopf tra Italia, Germania e Austria, la maggior parte nel sottogruppo del Geigenkamm nel comune di Umhausen:
- Klockerkarkopf  (Vetta d'Italia) 2.912 m.
- Fuscherkarkopf (Gruppo del Glockner) 3.331 m.
- Karkopf (Alpi Settentrionali di Berchtesgaden) 1.738 m.
- Karkopf (Alpi del Chiemgau) 1.510 m.
- Karkopf (Monti di Mieming) 2.470 m.
- Karkopf (Gruppo del Verwall)  2.948  m.
- Karkopf Hoher (Alpi Venoste)  2.686 m.
- Karkopf Mitter  2.588 m. (Alpi Venoste)
- Erster Karkopf 2.430 m. (Alpi Venoste)
- Karkopf Weiter  2.777 m.  (Alpi Venoste)[5]